# Kyle Gallner
Kyle Gallner (West Chester,Pensilvania, 22 de octubre de 1986) es un actor estadounidense conocido por sus papeles como Cassidy Casablancas en la serie Veronica Mars y como Colin Gray en la película Jennifer's Body (2009). Así mismo protagonizó The Haunting in Connecticut en 2009 como Matt Campbell y dio vida a Quentin en la versión de 2010 A Nightmare on Elm Street.

## Carrera
Gallner comenzó su carrera cuando acompañó a su hermana a una de sus audiciones. Obtuvo papeles como estrella invitada en programas populares como Judging Amy y Close to Home. Gallner se unió al reparto de Veronica Mars como Cassidy Casablancas hacia el final de la primera temporada en mayo de 2005, y empezó la segunda temporada como actor recurrente.
Después de interpretar a Bart Allen en el episodio de Smallville "Run," Gallner repitió su papel en el episodio "Justice." Él también fue actor invitado en Cold Case como un pistolero adolescente y recientemente apareció en la película independiente Sublime.
En 2007, Gallner apareció en el episodio de Law & Order: Special Victims Unit "Impulsive" como un estudiante que acusa a una profesora (interpretada por Melissa Joan Hart) de abuso sexual. También fue actor invitado en un episodio de Bones como Jeremy Farrell , el hermano de una concursante de belleza.
En el 2009, participó en la película de terrorThe Haunting in Connecticut, en donde interpretó a (Matt Campbell) un chico diagnosticado con cáncer y en Jennifer's Body, interpretando a Colin Gray. Así mismo, tuvo un papel protagónico en la película de 2010 A Nightmare on Elm Street.
Gallner apareció en un episodio de la cuarta temporada de The Walking Dead. Su personaje, Zach, muere en dicho episodio.
Gallner se casó el 12 de diciembre de 2015 con Tara Ferguson, con quien tiene dos hijos: Michael Oliver Gallner (nacido el 21 de marzo de 2013) y Leo Gris Gallner (nacido el 9 de noviembre de 2014).

## Filmografía
| Año       | Título                            | Papel                                | Notas                                                                       |  |
| --------- | --------------------------------- | ------------------------------------ | --------------------------------------------------------------------------- |  |
| 2000      | Third Watch                       | Raleigh                              | Serie de televisión, episodio: "Young Men and Fire..."                      |  |
| 2001      | Wet Hot American Summer           | Bobby's Buddy                        |                                                                             |  |
| 2002      | Law & Order: Special Victims Unit | Marc Lesinski                        | Serie de televisión, episodio: "Juvenile"                                   |  |
| 2003      | Touched by an Angel               | Josh                                 | Serie de televisión, episodio: "Virtual Reality"                            |  |
| 2003      | Red Betsy                         | Charlie                              |                                                                             |  |
| 2003      | Finding Home                      | Joven Dave                           |                                                                             |  |
| 2004-2010 | Smallville                        | Bart Allen/Impulse                   | Serie de televisión, episodios: "Run","Justice","Doomsday"                  |  |
| 2004      | The District                      | Brian Johnson                        | Serie de televisión, episodio: "Something Borrowed, Something Bruised"      |  |
| 2005      | Judging Amy                       | Zachary Pettit                       | Serie de televisión, episodio: "The Long Run"                               |  |
| 2005      | Jack & Bobby                      | BJ Bongaro                           | Serie de televisión, episodio: "Time Out of Live" Episodio: "Querida Grace" |  |
| 2005      | Vuelo nocturno                    | Hermano del chico de los auriculares |                                                                             |  |
| 2005–2006 | Veronica Mars                     | Cassidy 'Beaver' Casablancas         | Serie de televisión, 25 episodios                                           |  |
| 2006      | Close to Home                     | Jacob Towers                         | Serie de televisión, episodio: "The Good Doctor"                            |  |
| 2006      | Danika                            | Kurt Merrick                         |                                                                             |  |
| 2006      | Cold Case                         | Cameron Coulter                      | Serie de televisión, episodio: "Rampage"                                    |  |
| 2006      | Skater Boys                       | Sean Davis                           | Serie de televisión, episodio: "Sundown"                                    |  |
| 2006      | Bones                             | Jeremy Farrell                       | Serie de televisión, episodio: "The Girl with the Curl"                     |  |
| 2006      | Four Kings                        | Spencer                              | Serie de televisión, episodio: "Upper West Side Story"                      |  |
| 2006–2007 | Big Love                          | Jason Embry                          | Serie de televisión, 6 episodios                                            |  |
| 2007      | Sublime                           | Ned                                  | Video                                                                       |  |
| 2007      | Médium                            | Joven Stephen                        | Serie de televisión, episodio: "The Boy Next Door"                          |  |
| 2007      | The Closer                        | Eric Wallace                         | Serie de televisión, episodio: "Homewrecker"                                |  |
| 2007      | Law & Order: Special Victims Unit | Shane Mills                          | Serie de televisión, episodio: "Impulsive"                                  |  |
| 2007      | Insatiable                        | Dickie                               | Serie de televisión, episodio: "Piloto"                                     |  |
| 2007–2011 | CSI: NY                           | Reed Garrett                         | Serie de televisión, 13 episodios                                           |  |
| 2008      | Red                               | Harold                               |                                                                             |  |
| 2008      | Gardens of the Night              | Ratboy                               |                                                                             |  |
| 2008      | Trunk                             | Will                                 |                                                                             |  |
| 2008      | Life                              | Zak Sutter                           | Serie de televisión, episodio: "Black Friday"                               |  |
| 2008      | The Shield                        | Lloyd Denton                         | Serie de televisión, 3 episodios                                            |  |
| 2009      | The Haunting in Connecticut       | Matt Campbell                        |                                                                             |  |
| 2009      | Jennifer's Body                   | Colin Gray                           |                                                                             |  |
| 2010      | Past Life                         | Xander                               | Serie de televisión, episodio: "Saint Sarah"                                |  |
| 2010      | Cherry                            | Aaron                                |                                                                             |  |
| 2010      | Pesadilla en Elm Street           | Quentin Smith                        |                                                                             |  |
| 2010      | Beautiful Boy                     | Sam Carroll                          |                                                                             |  |
| 2011      | Red State                         | Jared                                |                                                                             |  |
| 2011      | Losers Take All                   | Brian                                |                                                                             |  |
| 2011      | Little Birds                      | Jesse McNamara                       |                                                                             |  |
| 2011      | Cougars, Inc.                     | Sam Lowell                           |                                                                             |  |
| 2011      | Magic Valley                      | TJ Waggs                             |                                                                             |  |
| 2012      | Smashed                           | Owen Hannah                          |                                                                             |  |
| 2012      | Jan                               | Robbie                               |                                                                             |  |
| 2012      | Mentes criminales                 | James Heathridge                     | Serie de televisión, episodio: "Heathridge Manor"                           |  |
| 2012      | Wigs                              |                                      | YouTube                                                                     |  |
| 2013      | Hermosas Criaturas                | Larkin                               |                                                                             |  |
| 2013      | CBGB                              | Lou Reed                             |                                                                             |  |
| 2013      | The Walking Dead                  | Zach                                 | (Invitado; 2 episodios)                                                     |  |
| 2014      | Dear White People                 | Kurt                                 |                                                                             |  |
| 2014      | Just Before I Go                  | Zeke                                 |                                                                             |  |
| 2014      | American Sniper                   | Winston                              |                                                                             |  |
| 2015      | Band of Robbers                   | Huck Finn                            |                                                                             |  |
| 2016      | The Finest Hours                  | Andrew Fitzgerald                    |                                                                             |  |
| 2016      | The Master Cleanse                | Eric                                 |                                                                             |  |
| 2016      | Outsiders                         | Hasil Farrell                        |                                                                             |  |
| 2016      | Zen Dog                           | Reed                                 |                                                                             |  |
| 2017      | The Men                           |                                      |                                                                             |  |
| 2020      | Dinner in America                 | Simon                                |                                                                             |  |
| 2022      | Scream                            | Vince                                |                                                                             |  |
| 2022      | Smile                             | Joel                                 |                                                                             |  |
| 2023      | The Passenger                     | Benson                               |                                                                             |  |
| 2024      | Strange Darling                   | The Demon                            |                                                                             |  |
| 2024      | Smile 2                           | Joel                                 |                                                                             |  |